# Discografie van dEUS
Discografie van de Belgische muziekgroep dEUS.

## Overzicht

### Studioalbums
- Worst Case Scenario (1994)
- In a Bar, Under the Sea (1996)
- The Ideal Crash (1999)
- Pocket Revolution (2005)
- Vantage Point (2008)
- Keep You Close (2011)
- Following Sea (2012)
- How To Replace It (2023)

### Compilatiealbums en dvd's
- Zea (1994)
- My Sister = My Clock (1995)
- No More Loud Music (2001)
- No More Video (2002)

### Hitnoteringen
| Album met eventuele hitnotering(en) in de Nederlandse Album Top 100 | Datum van verschijnen | Datum van binnenkomst | Hoogste positie | Aantal weken | Opmerkingen |
| ------------------------------------------------------------------- | --------------------- | --------------------- | --------------- | ------------ | ----------- |
| In a bar, under the sea                                             | 16-09-1996            | 28-09-1996            | 59              | 8            |             |
| The ideal crash                                                     | 15-03-1999            | 27-03-1999            | 30              | 8            |             |
| Pocket revolution                                                   | 09-09-2005            | 17-09-2005            | 9               | 17           |             |
| Vantage point                                                       | 18-04-2008            | 26-04-2008            | 7               | 8            |             |
| Keep you close                                                      | 16-09-2011            | 24-09-2011            | 3               | 13           |             |
| Following sea                                                       | 01-06-2012            | 09-06-2012            | 7               | 13           |             |
| How to replace it                                                   | 17-02-2023            | 25-02-2023            | 7               | 2            |             |

| Album met hitnotering(en) in de Vlaamse Ultratop 200 albums | Datum van verschijnen | Datum van binnenkomst | Hoogste positie | Aantal weken | Opmerkingen   |
| ----------------------------------------------------------- | --------------------- | --------------------- | --------------- | ------------ | ------------- |
| Worst case scenario                                         | 01-07-1994            | 08-04-1995            | 35              | 3            |               |
| My sister = My clock                                        | 1995                  | 13-05-1995            | 3               | 8            | Ep            |
| In a bar, under the sea                                     | 16-09-1996            | 28-09-1996            | 2               | 33           |               |
| The ideal crash                                             | 15-03-1999            | 20-03-1999            | 2               | 38           |               |
| No more loud music - The singles                            | 23-11-2001            | 01-12-2001            | 8               | 16           | Verzamelalbum |
| Pocket revolution                                           | 12-09-2005            | 17-09-2005            | 1(4wk)          | 37           |               |
| Vantage point                                               | 18-04-2008            | 26-04-2008            | 1(3wk)          | 29           |               |
| Worst case scenario (Deluxe edition)                        | 04-12-2009            | 12-12-2009            | 39              | 7            |               |
| Keep you close                                              | 16-09-2011            | 24-09-2011            | 1(2wk)          | 32           | Platina       |
| Following sea                                               | 01-06-2012            | 09-06-2012            | 1(4wk)          | 53           |               |
| Selected songs 1994-2014                                    | 02-12-2014            | 06-12-2014            | 8               | 25           | Verzamelalbum |
| How to replace it                                           | 17-02-2023            | 25-02-2023            | 1(2wk)          | 23           |               |

### Singles
| Single met eventuele hitnotering(en) in de Nederlandse Top 40 | Datum van verschijnen | Datum van binnenkomst | Hoogste positie | Aantal weken | Opmerkingen                 |
| ------------------------------------------------------------- | --------------------- | --------------------- | --------------- | ------------ | --------------------------- |
| Constant Now                                                  | 18-07-2011            | -                     |                 |              | Nr. 92 in de Single Top 100 |

| Single met hitnotering(en) in de Vlaamse Ultratop 50 | Datum van verschijnen | Datum van binnenkomst | Hoogste positie | Aantal weken | Opmerkingen                 |
| ---------------------------------------------------- | --------------------- | --------------------- | --------------- | ------------ | --------------------------- |
| Little Arithmetics                                   | 1996                  | 21-09-1996            | 40              | 2            |                             |
| Roses                                                | 1996                  | 04-01-1997            | tip13           | -            |                             |
| Fell Off the Floor, Man                              | 1997                  | 26-07-1997            | tip12           | -            |                             |
| Instant Street                                       | 1999                  | 13-03-1999            | 48              | 1            |                             |
| Sister Dew                                           | 1999                  | 12-06-1999            | tip18           | -            |                             |
| The Ideal Crash                                      | 1999                  | 20-11-1999            | tip17           | -            |                             |
| Nothing Really Ends                                  | 2001                  | 01-12-2001            | 30              | 7            | Nr. 23 in de Radio 2 Top 30 |
| 7 Days, 7 Weeks                                      | 2005                  | 03-09-2005            | tip3            | -            |                             |
| What We Talk About (When We Talk About Love)         | 2006                  | 04-03-2006            | tip6            | -            |                             |
| The Architect                                        | 03-04-2008            | 22-03-2008            | 2               | 20           |                             |
| Eternal Woman                                        | 2008                  | 03-05-2008            | 35              | 3            |                             |
| Slow                                                 | 2008                  | 03-05-2008            | 43              | 3            |                             |
| When She Comes Down                                  | 2008                  | 17-05-2008            | 49              | 1            |                             |
| Favourite Game                                       | 2008                  | 12-07-2008            | tip7            | -            |                             |
| Smokers Reflect                                      | 17-11-2008            | 13-12-2008            | tip8            | -            |                             |
| Constant Now                                         | 18-07-2011            | 30-07-2011            | 14              | 14           |                             |
| Keep You Close                                       | 2011                  | 17-09-2011            | 49              | 2            |                             |
| Ghost                                                | 07-11-2011            | 12-11-2011            | tip4            | -            |                             |
| Quatre Mains                                         | 01-06-2012            | 09-06-2012            | 10              | 12           |                             |
| The Soft Fall                                        | 2012                  | 08-09-2012            | tip8            | -            |                             |
| Sirens                                               | 2013                  | 29-06-2013            | tip10           | -            |                             |

### NPO Radio 2 Top 2000
| Nummer met noteringen in de NPO Radio 2 Top 2000 | '15  | '16  | '17  |
| ------------------------------------------------ | ---- | ---- | ---- |
| Hotellounge (Be the Death of Me)                 | 1669 | 1851 | 1790 |

1. ↑  Een vetgedrukt getal geeft de hoogste notering aan.
2. ↑  2015 was het eerste jaar met een notering voor dit nummer.
3. ↑  Deze tabel is bijgewerkt tot en met de laatste editie (2024).

## Albums

### Worst Case Scenario
Dit album werd uitgebracht in oktober 1994. Het is geproduceerd door Peter Vermeersch en Pierre Vervloesem.
De teksten zijn overwegend van de hand van Tom Barman, enkele (waaronder Suds en Soda) in samenwerking met Stef Kamil Carlens of/en Rudy Trouvé. "W.C.S. (first draft)" bevat een sample uit Frank Zappa's "Little Umbrella's" van zijn plaat "Hot Rats".

#### Nummers
1. Intro (00:24)
2. Suds & Soda (05:14)
3. W.C.S. (first draft) (05:05)
4. Jigsaw you (02:26)
5. Morticiachair (04:23)
6. Via (04:11)
7. Right as Rain (04:31)
8. Mute (03:57)
9. Let's get lost (04:22)
10. Hotellounge (be the death of me) (06:23)
11. Shake your hip (00:41)
12. Great American Nude (05:38)
13. Secret hell (04:59)
14. Divebomb djingle (03:01)

### In A Bar, Under The Sea
Dit album werd uitgebracht in september 1996 en geproduceerd door Eric Drew Feldman.
De teksten zijn overwegend van de hand van Tom Barman, enkele in samenwerking met Stef Kamil Carlens Rudy Trouvé of/en Craig Ward. I Don't Mind Whatever Happens is volledig geschreven door Stef Kamil Carlens, Nine Threads volledig door Craig Ward.

#### Nummers
1. I Don't Mind Whatever Happens (00:46)
2. Fell Off The Floor, Man (05:13)
3. Opening Night (01:38)
4. Theme From Turnpike (05:44)
5. Little Arithmetics (04:29)
6. Gimme The Heat (07:37)
7. Serpentine (03:16)
8. A Shocking Lack Thereof (05:51)
9. Supermarketsong (01:56)
10. Memory Of A Festival (01:51)
11. Guilty Pleasures (04:22)
12. Nine Threads (03:32)
13. Disappointed In The Sun (06:03)
14. For the Roses (04:52)
15. Wake Me Up Before I Sleep (02:53)

### The Ideal Crash
Dit album werd uitgebracht in maart 1999 en geproduceerd door David Bottrill. 
De teksten zijn overwegend van de hand van Tom Barman en Craig Ward. Let's See Who Goes Down First is geschreven door Tom Barman en Danny Mommens. Everybody's Weird en Sister Dew zijn geschreven door Tom Barman.

#### Nummers
1. Put The Freaks Up Front (05:14)
2. Sister Dew (05:35)
3. One Advice Space (05:46)
4. The Magic Hour (05:23)
5. The Ideal Crash (05:01)
6. Instant Street (06:15)
7. Magdalena (04:58)
8. Everybody's Weird (04:52)
9. Let's See Who Goes Down First (06:24)
10. Dream Sequence #1 (06:31)

### No More Loud Music - the singles
Dit compilatiealbum werd uitgegeven in november 2001. Bijkomende bewerking in de Metropolis, Londen.

#### Nummers
1. Suds & Soda (05:14)
2. Via (04:11)
3. Hotellounge (Be The Death Of Me) (06:23)
4. Theme From Turnpike (05:44)
5. Little Arithmetics (04:29)
6. Roses (04:52)
7. Fell Off The Floor, Man (05:13)
8. Instant Street (06:15)
9. Sister Dew (05:35)
10. The Ideal Crash (Phil Vinall mix) (04:47)
11. Nothing Really Ends (05:25)

### Pocket Revolution
Dit album werd uitgebracht in september 2005.

#### Nummers
1. Bad Timing (07:07)
2. 7 days, 7 weeks (03:53)
3. Stop-Start Nature (04:28)
4. If you don't get what you want (03:49)
5. What we talk about (when we talk about love) (04:48)
6. Include me out (05:02)
7. Pocket Revolution (06:01)
8. Nightshopping (04:03)
9. Cold Sun of Circumstance (05:44)
10. The Real Sugar (03:58)
11. Sun Ra (06:43)
12. Nothing Really Ends (05:35)

### Vantage Point
Dit album werd uitgebracht in april 2008

#### Nummers
1. When She Comes Down
2. Oh Your God
3. Eternal Women
4. Favourite Game
5. Slow
6. The Architect
7. Is A Robot
8. Smokers Reflect
9. The Vanishing Of Maria Schneider
10. Popular Culture

### Keep You Close
Dit album is uitgebracht in september 2011

#### Nummers
1. Keep You Close
2. The Final Blast
3. Dark Sets In
4. Twice (We Survive)
5. Ghosts
6. Constant Now
7. The End of Romance
8. Second Nature
9. Easy

### Following Sea
Dit album is (totaal onverwacht) uitgebracht op 1 juni 2012

#### Nummers
1. Quatre Mains
2. Sirens
3. Hidden Wounds
4. Girls Keep Drinking
5. Nothings
6. The Soft Fall
7. Crazy About You
8. The Give Up Gene
9. Fire Up the Google Beast Algorithm
10. One Thing About Waves

### How to replace it
Het album verscheen in februari 2023.

#### Nummers
- How to replace it
- Must Have Been New
- Man of the House
- 1989
- Faux Bamboo
- Dream Is a Giver
- Pirates
- Simple Pleasures
- Never Get You High
- Why Think It Over
- Love Breaks Down
- Le Blues Polaire

## Ep's

### Zea
Deze ep werd uitgebracht in juni 1993 en geproduceerd door Peter Vermeersch en Pierre Vervloesem.
De teksten zijn van Tom Barman, al dan niet samen met Stef Kamil Carlens en Rudy Trouvé. Voor de teksten van Zea Intro Replica en Zea werden woorden gesampled uit The Blimp van Captain Beefheart.

#### NummersBang!-editie
1. Zea Intro Replica (00:37)
2. Zea (05:00)
3. Right as Rain (04:31)
4. Great American Nude (05:38)

#### NummersJack & Johnny-editie
1. Zea (05:38)
2. Right as Rain (04:31)
3. Great American Nude (05:38)

### My Sister = My Clock
Deze ep werd uitgegeven in april 1995 en geproduceerd door dEUS zelf.
De teksten zijn afwisselend van Tom Barman, Stef Kamil Carlens, Klaas Janzoons en Rudy Trouvé, waarvan enkele in samenwerking. Het lied The Horror Partyjokes wordt voorafgegaan door een Oekraïens sprookje en is ingesproken door een Sergey.

#### Nummers
1. Middlewave (01:50)
2. Almost White (01:13)
3. Healthinsurance (00:46)
4. Little Ghost (01:28)
5. How To Row A Cat (01:23)
6. Only A Colour To Her (04:02)
7. Sweetness (00:54)
8. Sick Sugar (01:08)
9. The Horror Partyjokes (04:51)
10. Void (01:12)
11. Sans Titre Pour Sira (01:18)
12. Glovesong (03:41)
13. Lore In The Forest (00:19)